# Harold John Finlay
Harold John Finlay (* 22. März 1901 in Kumilla; † 7. April 1951 in Wellington) war ein neuseeländischer Paläontologe und Malakologe.
Finlays Eltern waren Baptisten-Missionare aus Neuseeland und er wurde im damaligen Indien geboren. Als Kind hatte er Polio, was bei ihm zu einer lebenslangen Gehbehinderung führte. 1906 kehrten die Eltern nach Neuseeland zurück und er besuchte die Schule in Dunedin. Ab 1918 studierte er Chemie an der University of Otago mit dem Bachelor-Abschluss 1921 und dem Master-Abschluss 1922. Schon als Student interessierte er sich für Paläontologie und er erhielt nach dem Studium ein nationales Forschungsstipendium für Paläontologie. Trotz seiner Gehbehinderung legte er eine große Sammlung fossiler und rezenter Mollusken an. 1926 erhielt er den Hamilton Memorial Prize und 1927 einen D.Sc. Danach war er nur sporadisch beschäftigt, trotz des Ansehens, das er inzwischen als Malakologe genoss. Er arbeitete zeitweise für die Fischereibehörde in der Meeresforschung und für die Ölexploration, weshalb er sich auch mit Mikrofossilien (Foraminiferen) zu befassen begann, ein Gebiet das vorher in Neuseeland vernachlässigt worden war. 1937 wurde er Mikropaläontologe beim Geological Survey von Neuseeland. Im selben Jahr heiratete er und aus der Ehe gingen zwei Töchter hervor.
Finlay erwarb sich vor allem Verdienste um die Anwendung der Paläontologie und Mikropaläontologie in der Stratigraphie der jüngeren Gesteine (etwa der letzten 100 Millionen Jahre, in Oberkreide und Tertiär) Neuseelands.
1939 wurde er Fellow der Royal Society of New Zealand und erhielt 1941 deren Hector Memorial Prize.
Er war ein guter Pianist, komponierte Orchester- und Kammermusik und gab auch zeitweise Musikunterricht an einem College. Eine weitere Leidenschaft war Bridge, das er auf professionellem Niveau spielte. Sein Bruder Martyn war Justizminister in Neuseeland.